# Хлорофлуоровъглерод
Хлорофлуоровъглеродите (CFC) са органични съединения, изцяло или частично халогенирани алканови въглеводороди, които съдържат въглерод (C), водород (H), хлор (Cl) и флуор (F). Образуват се като летливи деривати на метан, етан и пропан. ДюПон ги популяризира под търговското наименование фреони.
Най-широко разпространен е дихлородифлуорометанът (също фреон-12). Много CFC съединения намират широко приложение като хладилни агенти, горива (при аерозоли) и разтворители. Тъй като тези съединения допринасят за изтъняването на озоновия слой в горната атмосфера, производството им постепенно се прекратява по силата на Монреалския протокол, а те се заменят с други продукти като хидрофлуоровъглероди (HFC). Данни на НАСА от 2018 г. сочат, че озоновият слой се възстановява вследствие забраната на хлорофлуоровъглеродите.

## Структура, свойство и получаване
Както и при по-простите алкани, въглеродът в CFC съединения се свързва в тетраедрална симетрия. Тъй като атомите на флуора и хлора се различават значително по размер и заряд както от водорода, така и помежду си, хлорофлуоровъглеродите след метана се отклоняват от идеалната тетраедрална симетрия.
Физичните свойства на хлорофлуоровъглеродите могат да се управляват чрез промени в броя и халогенните атоми. По принцип са летливи, но по-малко от началните алкани. Намалената летливост се дължи на молекулярната полярност, предизвикана от халидите, която въвежда допълнителни междумолекулни взаимодействия. Метанът кипи при −161 °C, докато флуорометаните кипят между −51,7 (CF2H2) и −128 °C (CF4). Хлорофлуоровъглеродите имат дори по-висока температура на кипене, тъй като хлоридите се поляризират дори повече от флуоридите. Поради полярността си, CFC съединенията са полезни разтворители, а температурата им на кипене ги прави подходящи за хладилни агенти. Хлорофлуоровъглеродите са много по-малко запалими от метана, отчасти защото съдържат по-малко C-H връзки, но и защото освободените халиди гасят свободните радикали, които поддържат пламъците.
Плътността на CFC съединенията е по-висока от съответстващите им алкани. По принцип плътността на тези съединения зависи от броя хлориди.
CFC и HCFC съединенията обикновено се получават чрез халогенен обмен, започващ от хлорирани метани и етани. Показателен е синтезът на хлородифлуорометан от хлороформ:
HCCl3 + 2 HF → HCF2Cl + 2 HCl
Бромираните деривати се генерират от реакции на хидрохлорофлуоровъглероди със свободни радикали на, при което C-H връзките се заместват от C-Br връзки. Получаването на обезболяващия 2-бром-2-хлор-1,1,1-трифлуороетан (халотан) е показателно:
CF3CH2Cl + Br2 → CF3CHBrCl + HBr

## Приложение
CFC и HCFC съединенията имат различни приложения, поради ниската им токсичност, реактивност и запалимост. Всяка пермутация на флуора, хлора и водорода, основаваща се на метан и етан, е проучена, като повечето вече са комерсиализирани. Употребяват се като хладилни агенти, разпенващи агенти, горива в медицински приложения и обезмасляващи разтворители.
Милиарди килограми хлородифлуорометан се произвеждат всяка година като прекурсор на тетрафлуороетилен – мономерът, от който се изработва тефлон.

## Номенклатура
За флуорираните алкани се използва специална система за номериране с префикси Фреон-, R-, CFC- и HCFC-, където най-дясната стойност обозначава броя флуорни атоми, следващата стойност наляво е броят водородни атоми плюс 1, следващата стойност наляво е броят въглеродни атоми минус 1, а останалите атоми са на хлора. Така например, Фреон-12 обозначава метанов дериват (само две числа), съдържащ два флуорни атоми и нито един водороден. Следователно, това е CCl2F2. Фреоните, съдържащи бром, се обозначават с четири цифри.
| Основни хлорофлуоровъглероди             | Основни хлорофлуоровъглероди                           | Основни хлорофлуоровъглероди | Основни хлорофлуоровъглероди |
| Систематично име                         | Друго име, код                                         | Точка на кипене (°C)         | Формула                      |
| ---------------------------------------- | ------------------------------------------------------ | ---------------------------- | ---------------------------- |
| Трихлорофлуорометан                      | Фреон-11, R-11, CFC-11                                 | 23,77                        | CCl3F                        |
| Дихлородифлуорометан                     | Фреон-12, R-12, CFC-12                                 | −29,8                        | CCl2F2                       |
| Дифлуорометан/пентафлуороетан            | R-410A, Пурон, AZ-20                                   | −48,5                        | 50% CH2F2/50% CHF2CF3        |
| Хлоротрифлуорометан                      | Фреон-13, R-13, CFC-13                                 | −81                          | CClF3                        |
| Хлородифлуорометан                       | R-22, HCFC-22                                          | −40,8                        | CHClF2                       |
| Дихлорофлуорометан                       | R-21, HCFC-21                                          | 8,9                          | CHCl2F                       |
| Хлорофлуорометан                         | Фреон 31, R-31, HCFC-31                                | −9,1                         | CH2ClF                       |
| Бромохлородифлуорометан                  | BCF, Халон 1211, H-1211, Фреон 12B1                    | −3,7                         | CBrClF2                      |
| 1,1,2-трихлоро-1,2,2-трифлуороетан       | Фреон 113, R-113, CFC-113, 1,1,2-Трихлоротрифлуороетан | 47,7                         | Cl2FC-CClF2                  |
| 1,1,1-трихлоро-2,2,2-трифлуороетан       | Фреон 113a, R-113a, CFC-113a                           | 45,9                         | Cl3C-CF3                     |
| 1,2-дихлоро-1,1,2,2-тетрафлуороетан      | Фреон 114, R-114, CFC-114, Дихлоротетрафлуороетан      | 3,8                          | ClF2C-CClF2                  |
| 1-хлоро-1,1,2,2,2-пентафлуороетан        | Фреон 115, R-115, CFC-115, Хлоропентафлуороетан        | −38                          | ClF2C-CF3                    |
| 2-хлоро-1,1,1,2-тетрафлуороетан          | R-124, HCFC-124                                        | −12                          | CHFClCF3                     |
| 1,1-дихлоро-1-флуороетан                 | R-141b, HCFC-141b                                      | 32                           | Cl2FC-CH3                    |
| 1-хлоро-1,1-дифлуороетан                 | R-142b, HCFC-142b                                      | −9,2                         | ClF2C-CH3                    |
| Тетрахлоро-1,2-дифлуороетан              | Фреон 112, R-112, CFC-112                              | 91,5                         | CCl2FCCl2F                   |
| Тетрахлоро-1,1-дифлуороетан              | Фреон 112a, R-112a, CFC-112a                           | 91,5                         | CClF2CCl3                    |
| 1,1,2-Трихлоротрифлуороетан              | Фреон 113, R-113, CFC-113                              | 48                           | CCl2FCClF2                   |
| 1-бромо-2-хлоро-1,1,2-трифлуороетан      | Халон 2311a                                            | 51,7                         | CHClFCBrF2                   |
| 2-бромо-2-хлоро-1,1,1-трифлуороетан      | Халон 2311                                             | 50,2                         | CF3CHBrCl                    |
| 1,1-Дихлоро-2,2,3,3,3-пентрафлуоропропан | R-225ca, HCFC-225ca                                    | 51                           | CF3CF2CHCl2                  |
| 1,3-Дихлоро-1,2,2,3,3-пентрафлуоропропан | R-225cb, HCFC-225cb                                    | 56                           | CClF2CF2CHClF                |

## История
Тетрахлорометан (CCl4) се използва в пожарогасителите и стъклените противопожарни гранати от края на 19 век до края на Втората световна война. Белгийският учен Фредерик Суартс първи синтезира CFC съединения през 1890-те години. Той разработва ефективен агент на обмяна, който заменя хлорида във въглеродния тетрахлорид с флуор, при което се получават CFC-11 (CCl3F) и CFC-12 (CCl2F2). Опитите с хлороалкани за пожарогасене на военните самолети започват през 1920-те години. Фреон е търговското име на група хлорофлуоровъглероди, използвани главно като хладилни агенти, но намиращи приложение и в пожарогасенето и като гориво в аерозолите.
През 1960-те години флуороалканите и бромофлуороалканите бързо стават известни като високоефективни противопожарни материали. Към края на десетилетието те вече са стандартни материали там, където водните и праховите пожарогасители представляват заплаха от повреждане на имота (стаи с компютри, телекомуникационно оборудване, лаборатории, музеи и други). През 1970-те години бромофлуороалканите се използват за бързо потушаване на тежки пожари в ограничените пространства на военните кораби с минимален риск за екипажа.
След 1980-те години употребата на CFC съединения попада под много сериозни регулации, поради разрушителното им влияние върху озоновия слой. Вредата, която носят тези съединения, е открита от Шерууд Роуланд и Марио Молина още през 1974 г. Оказва се, че едно от най-желаните свойства на CFC съединенията, тяхната слаба реактивност, е ключът към най-разрушителния им ефект. Липсата им на реактивност ги прави устойчиви в продължение на над сто години, през което време те се разсейват в горната стратосфера. Веднъж попаднали там, ултравиолетовото лъчение на Слънцето вече е достатъчно силно, за да предизвика разцепване на C-Cl връзките.
През 1987 г. е съставен Монреалският протокол, който налага драстични ограничения върху производството на хлорофлуоровъглеродите. И докато той ограничава производството и употребата на CFC съединения, емисиите от наличните запаси на CFC съединения не се регулират.